# Памиро-Алай
Памиро-Алай (на руски: Памиро-Алай; на таджикски: Помиру-Олой) е планинска система в Централна Азия.
Заема основната част от територията на Таджикистан и съседните области на Киргизстан и Узбекистан. Включва три обособени части: масива Памир, планинските вериги на Хисаро-Алай и разположената между тях Таджикска депресия. Най-високият връх на масива е Скалистий – 5621 m.